# Chloroclystis destructata
Chloroclystis destructata är en fjärilsart som beskrevs av Walker 1869. Chloroclystis destructata ingår i släktet Chloroclystis och familjen mätare. Inga underarter finns listade i Catalogue of Life.